# NGC 5743
NGC 5743 é uma galáxia espiral (Sb) localizada na direcção da constelação de Libra. Possui uma declinação de -20° 54' 47" e uma ascensão recta de 14 horas, 45 minutos e 10,9 segundos.
A galáxia NGC 5743 foi descoberta em 1886 por Frank Leavenworth.